# Championnat d'URSS d'échecs

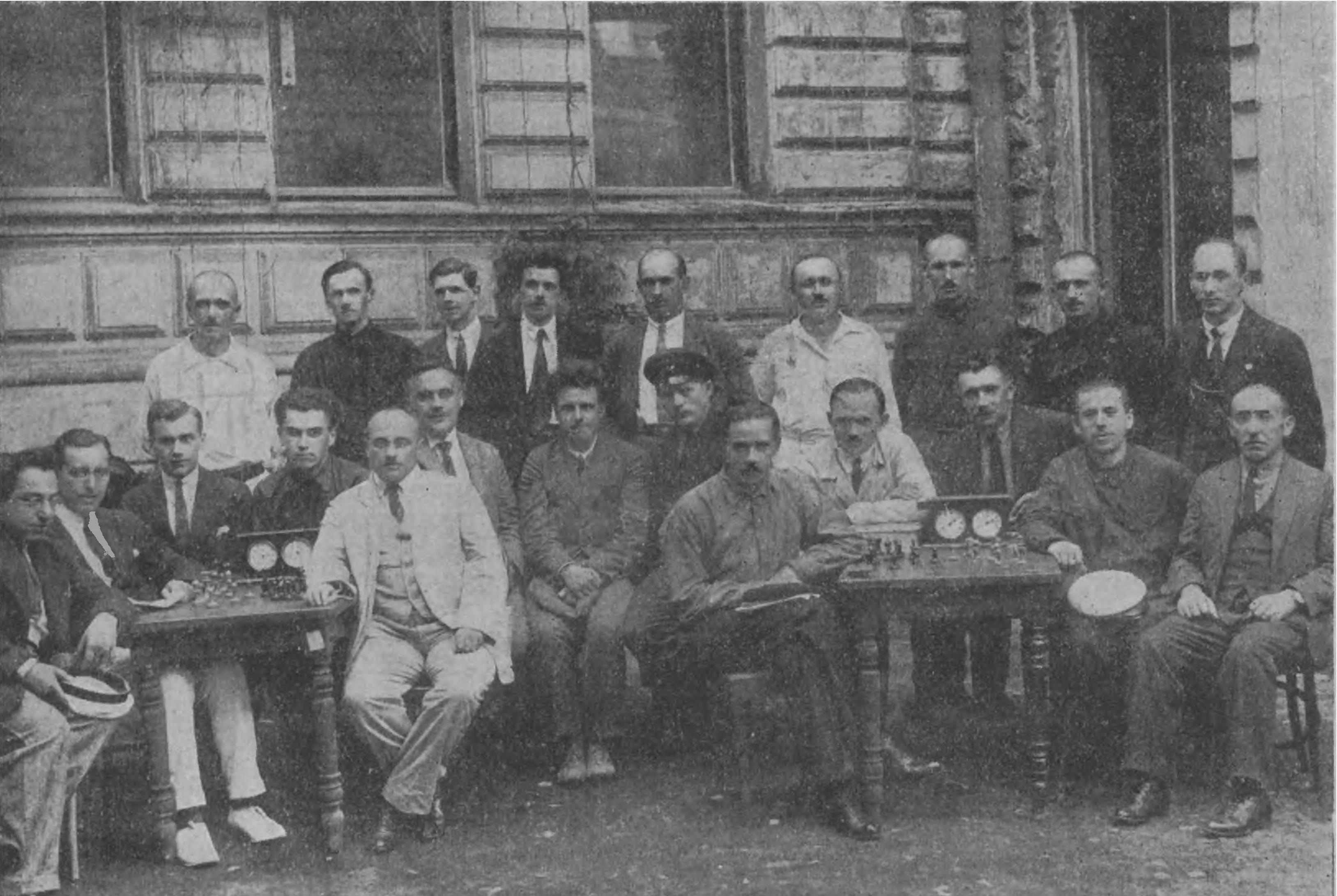
Les participants du quatrième championnat d'URSS (1925)

Le championnat d'URSS d'échecs (masculin) est le plus fort championnat national d'échecs qui ait jamais eu lieu, avec pas moins de huit champions du monde, quatre finalistes du championnat du monde et treize participants à un tournoi des candidats parmi ses vainqueurs. Kasparov a déclaré dans une interview : « gagner un championnat d'URSS à l'époque était un exploit et un accomplissement. Ceux qui le firent plus d'une fois étaient indubitablement des joueurs d'une classe supérieure. »
Les champions du monde Mikhaïl Botvinnik et Mikhaïl Tal ont remporté le titre à six reprises, mais ne se sont jamais rencontrés dans un championnat d'URSS. Botvinnik a participé onze fois à une finale, entre 1927 à 1955, et Tal a participé vingt fois : dix-neuf fois entre 1956 à 1979, ainsi que lors de la dernière édition, en 1991. Ils ont remporté leur premier titre à vingt-ans et leur sixième titre à quarante-deux ans.
De 1951 à 1969, tous les trois ans, le championnat d'URSS fit office de tournoi zonal, qualificatif pour le cycle des candidats au championnat du monde. Seulement quatre joueurs soviétiques étaient sélectionnés pour participer au tournoi interzonal organisé l'année suivante.
À partir de 1956, les finales assurèrent également à leur vainqueur une place dans l'équipe d'URSS qui participait aux olympiades.
Pour les périodes avant 1920 et après 1991, voir championnat de Russie d'échecs.

## Organisation
La phase finale du championnat d'URSS d'échecs s'est tenue, de 1920 à 1991, sous forme d'un tournoi toutes rondes, à l'exception des 35e et 58e éditions (1967 et 1991) qui étaient des systèmes suisses et de la 6e édition (1929, quatre quarts de finale avec neuf joueurs, deux demi-finales de six joueurs et une finale à trois joueurs). Les tournois toutes rondes avaient entre 13 participants (en 1923) et 23 participants (en 1969), le plus souvent 18 ou 20 (trente six fois).
La finale du championnat d'URSS fut rebaptisée ligue supérieure ou division supérieure du championnat d'URSS à partir de 1973,
Jusqu'en 1940, le championnat d'URSS avait lieu tous les deux ans ; à partir de 1944, il fut organisé tous les ans sauf en 1946, 1953 et en 1982 où il n'y a pas eu de championnat.
Deux éditions eurent lieu en 1961 : la 28e édition remportée par Tigran Petrossian se déroulait en janvier-février 1961 ; la 29e édition, remportée par Boris Spassky eut lieu en novembre-décembre 1961. À quatre autres reprises (en 1965, 1967, 1969 et 1981), deux éditions se terminèrent la même année : la première commençant entre Noël de l'année précédente et le jour de l'An, puis se terminant avant le 7 février, tandis que la seconde se produisait en octobre ou en décembre. À cause de ces irrégularités, les championnats d'URSS sont souvent désignés par leur numéro et moins par leur année.
Lorsqu'il y avait des ex æquo (à 22 reprises), les joueurs à égalité étaient parfois départagés (9 fois) par un match ou un mini-tournoi pas toujours décisif.

## Sélection des participants
Les systèmes de sélection ont changé à plusieurs reprises. Jusqu'en 1927, les joueurs participaient sur invitation. À partir de 1929, furent instaurées des demi-finales, en nombre variable (de 3 à 6), et des quarts de finale dans tout le pays. Parfois les championnats de certaines républiques soviétiques comme la Russie, ou celui de Léningrad, faisaient office de demi-finales. Parfois les championnats des clubs sportifs Spartak, Troud, Beretchnik faisaient office de demi-finale (en 1962). À partir de 1973 les demi-finales furent remplacées par un ou plusieurs tournois qualificatifs qui répartissaient les joueurs entre le tournoi de ligue supérieure ou super-ligue (l'ancienne finale) et le tournoi de première ligue (ou première division).

## Importance des championnats d'URSS
Tous les trois ans, de 1951 à 1969, la finale était un tournoi zonal (ou, en 1963, une étape pour le tournoi zonal). Les tournois zonaux sélectionnaient les joueurs soviétiques qui participeraient aux tournois interzonaux, tournois qualificatifs pour désigner les candidats au championnat du monde d'échecs. Ces championnats d'URSS ne qualifiaient que 4 joueurs et furent parmi les plus disputées avec, à chaque fois, la participation d'au moins neuf anciens ou futurs vainqueurs du championnat d'URSS. À partir de 1973, il y eut 2 puis 3 tournois interzonaux ainsi qu'un nombre de joueurs soviétiques sélectionnés doublé, puis triplé pour ces tournois interzonaux ; les championnats d'URSS devinrent moins importants pour les joueurs soviétiques dans les années 1970 et 1980.
Les champions d'URSS bénéficiaient habituellement d'une place dans l'équipe soviétique qui participait à l'olympiade d'échecs à partir de 1956 (Botvinnik et Averbakh furent écartés de la sélection en 1952 et 1954).

## Palmarès

### 1920-1940 (Alekhine, Romanovski, Bogolioubov, Botvinnik et Levenfisch)
En 1937, Botvinnik, qui avait été absent du championnat d'URSS, disputa un match à Moscou et Léningrad contre le champion d'URSS, Levenfisch. Le match se termina par l'égalité (6,5 à 6,5) et Levenfisch conserva son titre.
| Ed. | Année      | Dates                     | Ville     | Vainqueur(s)                         | Score               | Score   | Deuxième(s) et notes                                                |
| --- | ---------- | ------------------------- | --------- | ------------------------------------ | ------------------- | ------- | ------------------------------------------------------------------- |
| 1   | 1920       | 4 - 24 octobre            | Moscou    | Alexandre Alekhine                   | (+9−0=6)            | 12/15   | Piotr Romanovski                                                    |
| 2   | 1923       | 8 - 24 juillet            | Petrograd | Piotr Romanovski                     | (+9−1=2)            | 10/12   | Grigory Levenfish                                                   |
| 3   | 1924       | 23 août - 15 septembre    | Moscou    | Efim Bogoljubov                      | (+13−0=4)           | 15/17   | Grigori Levenfisch                                                  |
| 4   | 1925       | 11 août - 6 septembre     | Leningrad | Efim Bogoljubov                      | (+11−2=6)           | 14/19   | Piotr Romanovski                                                    |
| 5   | 1927       | 26 septembre - 25 octobre | Moscou    | Fedor Bogatyrtchouk Piotr Romanovski | (+10−1=9) (+12−3=5) | 14,5/20 | Titre partagé                                                       |
| 6   | 1929       | 2 - 20 septembre          | Odessa    | Boris Verlinski                      | (+11−2=4)           | 13/17   | Sergueï Freïman (deuxième lors de la finale à trois)                |
| 7   | 1931       | 10 octobre - 11 novembre  | Moscou    | Mikhaïl Botvinnik                    | (+12−2=3)           | 13,5/17 | Nikolaï Rioumine                                                    |
| 8   | 1933       | 16 août - 9 septembre     | Leningrad | Mikhaïl Botvinnik                    | (+11−2=6)           | 14/19   | Vladimir Alatortsev                                                 |
| 9   | 1934 -1935 | 7 décembre - 2 janvier    | Leningrad | Grigory Levenfish Ilia Rabinovitch   | (+8−3=8) (+9−4=6)   | 12/19   | Titre partagé                                                       |
| 10  | 1937       | 12 avril - 14 mai         | Tbilissi  | Grigory Levenfisch                   | (+9−3=7)            | 12,5/19 | Aleksandr Konstantinopolski Viatcheslav Ragozine                    |
| 11  | 1939       | 15 avril - 16 mai         | Leningrad | Mikhaïl Botvinnik                    | (+8−0=9)            | 12,5/17 | Alexandre Kotov                                                     |
| 12  | 1940       | 5 septembre - 3 octobre   | Moscou    | Andor Lilienthal Igor Bondarevski    | (+8−0=11) (+10−2=7) | 13,5/19 | Titre partagé Les six premiers disputèrent un match-tournoi en 1941 |

### Le match-tournoi de 1941
Du 23 mars au 29 avril 1941, à Leningrad puis Moscou eut lieu un tournoi de départage entre les 6 premiers joueurs du XIIe championnat (Lilienthal, Bondarevski, Smyslov, Keres, Boleslavski et Botvinnik) pour désigner un challenger soviétique au champion du monde Alekhine. Botvinnik remporta ce tournoi (+9−2=9), disputé à 4 tours (chaque joueur rencontrait les autres adversaires quatre fois), avec 2,5 points d'avance sur Keres et 3,5 sur Smyslov. Il reçut le titre de champion absolu d'URSS mais ce tournoi n'est pas considéré comme un championnat d'URSS. La finale du XIIIe championnat d'URSS était prévue pour l'automne 1941, avec les 6 joueurs du tournoi de mars-avril plus Kotov, Levenfisch et les meilleurs de 3 demi-finales mais l'Allemagne envahit l'Union soviétique le 22 juin 1941.

### 1944-1956 (Botvinnik, Keres, Bronstein, Smyslov, Averbakh et Taïmanov)
| Édition Année | Édition Année | Dates                     | Ville     | Vainqueur(s)                                          | Score                 | Score   | Notes |
| ------------- | ------------- | ------------------------- | --------- | ----------------------------------------------------- | --------------------- | ------- | --- |
| 13            | 1944          | 21 mai - 17 juin          | Moscou    | Mikhaïl Botvinnik                                     | (+11−2=3)             | 12,5/16 | 2e : Vassily Smyslov Première participation de Bronstein (20 ans)                                                                                       |
| 14            | 1945          | 1er juin - 3 juillet      | Moscou    | Mikhaïl Botvinnik                                     | (+13−0=4)             | 15/17   | 2e : Issaak Boleslavski |
| 15            | 1947          | 2 février - 8 mars        | Leningrad | Paul Keres                                            | (+10−1=8)             | 14/19   | 2e : Issaak Boleslavski |
| 16            | 1948          | 10 novembre - 13 décembre | Moscou    | David Bronstein Alexandre Kotov                       | (+7−1=10) (+10−4=4)   | 12/18   | Titre partagé Première participation de Taïmanov |
| 17            | 1949          | 16 octobre - 20 novembre  | Moscou    | Vassily Smyslov David Bronstein                       | (+9−2=8) (+8−1=10)    | 13/19   | Titre partagé. Première participation de Petrossian (18 ans) et Geller (3e-4e)                                                                          |
| 18            | 1950          | 10 novembre - 12 décembre | Moscou    | Paul Keres                                            | (+8−2=7)              | 11,5/17 | 2e-4e : Lev Aronine, Isaak Lipnitski et Aleksandr Tolouch                                                                                               |
| 19            | 1951          | 11 novembre - 14 décembre | Moscou    | Paul Keres                                            | (+9−2=6)              | 12/17   | 2e-3e : Efim Geller et Tigran Petrossian. Tournoi zonal                                                                                                 |
| 20            | 1952 -1953    | 29 novembre - 29 décembre | Moscou    | Mikhaïl Botvinnik (champion) Mark Taïmanov            | (+9 −1 =9) (+11−3 =5) | 13,5/19 | 1er : Botvinnik ; 2e : Taïmanov, après le match de départage disputé en 1953. Première finale de Viktor Kortchnoï (5e)                                  |
| 21            | 1954          | 7 janvier - 7 février     | Kiev      | Youri Averbakh                                        | (+10−0=9)             | 14,5/19 | 2e-3e : Viktor Kortchnoï et Mark Taïmanov |
| 22            | 1955          | 11 février - 15 mars      | Moscou    | Efim Geller (champion) Vassily Smyslov                | (+10−5=4) (+7−2=10)   | 12/19   | 2e : Vassily Smyslov, après le match de départage. Tournoi zonal Dernière participation de Botvinnik (3e-6e). Première participation de Spassky (3e-6e) |
| 23            | 1956          | 10 janvier - 15 février   | Leningrad | Mark Taïmanov (champion) Youri Averbakh Boris Spassky | (+8−2=7) (+7−1=9)     | 11,5/17 | 2e-3e : Youri Averbakh et Boris Spassky (après le tournoi de départage à trois). Première participation de Mikhaïl Tal et Lev Polougaïevski (5e-7e)     |

### 1957-1973 (Tal, Petrossian, Kortchnoï, Spassky, Stein et Polougaïevski)
| Ed. | Année      | Dates                     | Ville     | Vainqueur(s)                                         | Score                         | Score   | Notes |
| --- | ---------- | ------------------------- | --------- | ---------------------------------------------------- | ----------------------------- | ------- | --- |
| 24  | 1957       | 20 janvier - 22 février   | Moscou    | Mikhaïl Tal                                          | (+9−2=10)                     | 14/21   | 2e-3e : David Bronstein et Paul Keres |
| 25  | 1958       | 12 janvier - 14 février   | Rīga      | Mikhaïl Tal                                          | (+10−3=5)                     | 12,5/18 | 2e : Tigran Petrossian. Tournoi zonal |
| 26  | 1959       | 9 janvier - 11 février    | Tbilissi  | Tigran Petrossian                                    | (+8−0=11)                     | 13,5/19 | 2e-3e : Boris Spassky et Mikhaïl Tal |
| 27  | 1960       | 26 janvier - 26 février   | Leningrad | Viktor Kortchnoï                                     | (+12−3=4)                     | 14/19   | 2e-3e : Efim Geller et Tigran Petrossian |
| 28  | 1961a      | 11 janvier - 11 février   | Moscou    | Tigran Petrossian                                    | (+9−1=9)                      | 13,5/19 | 2e : Viktor Kortchnoï. Tournoi zonal |
| 29  | 1961b      | 16 novembre - 12 décembre | Bakou     | Boris Spassky                                        | (+10−1=9)                     | 14,5/20 | 2e : Lev Polougaïevski. Deuxième finale organisée en 1961 |
| 30  | 1962       | 21 novembre - 20 décembre | Erevan    | Viktor Kortchnoï                                     | (+10−1=8)                     | 14/19   | 2e-3e : Mark Taïmanov et Mikhaïl Tal |
| 31  | 1963       | 23 novembre - 27 décembre | Leningrad | Leonid Stein (champion) Boris Spassky Ratmir Kholmov | (+6−1=12) (+5−0=14) (+6−1=12) | 12/19   | 2e-3e : Boris Spassky et Ratmir Kholmov, après le tournoi de départage à trois disputé en 1964. Peu après le départage, les six premiers disputèrent un tournoi zonal séparé (tournoi remporté par Spassky). |
| 32  | 1964 -1965 | 25 décembre - 27 janvier  | Kiev      | Viktor Kortchnoï                                     | (+11−0=8)                     | 15/19   | 2e : David Bronstein |
| 33  | 1965       | 21 novembre - 24 décembre | Tallinn   | Leonid Stein                                         | (+10−1=8)                     | 14/19   | 2e : Lev Polougaïevski |
| 34  | 1966 -1967 | 28 décembre - 2 février   | Tbilissi  | Leonid Stein                                         | (+8−2=10)                     | 13/20   | 2e : Efim Geller. Tournoi zonal |
| 35  | 1967       | 7-26 décembre             | Kharkov   | Lev Polougaïevski Mikhaïl Tal                        | (+7 =6)                       | 10/13   | Un système suisse à 126 joueurs. |
| 36  | 1968 -1969 | 30 décembre - 1er février | Alma-Ata  | Lev Polougaïevski (champion) Aleksandr Zaïtsev       | (+7−1=11) (+6−0=13)           | 12,5/19 | 2e : Akeksandr Zaïtsev, après le match de départage. |
| 37  | 1969       | 6 septembre - 12 octobre  | Moscou    | Tigran Petrossian (champion) Lev Polougaïevski       | (+6−0=16) (+7−1=14)           | 14/22   | 2e : Lev Polougaïevski, après le match de départage disputé en 1970. Tournoi zonal. |
| 38  | 1970       | 25 novembre - 28 décembre | Rīga      | Viktor Kortchnoï                                     | (+12−1=8)                     | 16/21   | 2e : Vladimir Toukmakov |
| 39  | 1971       | 15 septembre - 17 octobre | Leningrad | Vladimir Savon                                       | (+9−0=12)                     | 15/21   | 2e-3e : Vassily Smyslov et Mikhaïl Tal |
| 40  | 1972       | 16 novembre - 19 décembre | Bakou     | Mikhail Tal                                          | (+9−0=12)                     | 15/21   | 2e : Vladimir Toukmakov. Tournoi zonal. |
| 41  | 1973       | 1- 27 octobre             | Moscou    | Boris Spassky                                        | (+7−1=9)                      | 11,5/17 | 2e-6e : Anatoli Karpov, Viktor Kortchnoï, Guennadi Kouzmine, Tigran Petrossian et Lev Polougaïevski. La finale est rebaptisée ligue supérieure.                                                              |

### 1974-1991 (Tal, Beliavski, Karpov, Kasparov, Psakhis et Tsechkovski)
| Ed. | Année      | Dates                     | Ville     | Vainqueur(s)                                                                          | Score                               | Score   | Notes |
| --- | ---------- | ------------------------- | --------- | ------------------------------------------------------------------------------------- | ----------------------------------- | ------- | --- |
| 42  | 1974       | 30 novembre - 23 décembre | Leningrad | Aleksandr Beliavski Mikhaïl Tal                                                       | (+6−2=7)                            | 9,5/15  | Titre partagé |
| 43  | 1975       | 28 novembre - 22 décembre | Erevan    | Tigran Petrossian                                                                     | (+6−1=8)                            | 10/15   | 2e-5e : Rafael Vaganian, Boris Goulko, Oleg Romanichine et Mikhaïl Tal                                                  |
| 44  | 1976       | 26 novembre - 24 décembre | Moscou    | Anatoli Karpov                                                                        | (+8−1=8)                            | 12/17   | 2e : Iouri Balachov |
| 45  | 1977       | 28 novembre - 22 décembre | Leningrad | Boris Goulko Iossif Dorfman                                                           | (+4−0=11)                           | 9,5/15  | Titre partagé Le match de départage se termina par l'égalité entre les vainqueurs.                                      |
| 46  | 1978       | 1-28 décembre             | Tbilissi  | Mkhaïl Tal Vitali Tsechkovski                                                         | (+5−0=12) (+6−1=10)                 | 11/17   | Titre partagé |
| 47  | 1979       | 29 novembre - 27 décembre | Minsk     | Efim Geller                                                                           | (+6−0=11)                           | 11,5/17 | 2e : Arthur Youssoupov                                                                                                  |
| 48  | 1980 -1981 | 25 décembre - 21 janvier  | Vilnius   | Lev Psakhis Aleksandr Beliavski                                                       | (+8−4=5) (+6−2=9)                   | 10,5/17 | Titre partagé |
| 49  | 1981       | 27 novembre - 22 décembre | Frounzé   | Garry Kasparov, Lev Psakhis                                                           | (+10−2=5) (+9−1=7)                  | 12,5/17 | Titre partagé |
| 50  | 1983       | 2 - 28 avril              | Moscou    | Anatoli Karpov                                                                        | (+5−1=9)                            | 9,5/15  | 2e : Vladimir Toukmakov                                                                                                 |
| 51  | 1984       | 3 - 28 avril              | Lviv      | Andreï Sokolov                                                                        | (+8−0=9)                            | 12,5/17 | 2e : Konstantin Lerner                                                                                                  |
| 52  | 1985       | 22 janvier - 19 février   | Rīga      | Viktor Gavrikov Mikhaïl Gourevitch Aleksandr Tchernine                                | (+4−1=14) (+6−3=10) (+5−2=12)       | 11/19   | Tournoi zonal. Titre partagé. Le tournoi de départage se termina par l'égalité entre les vainqueurs.                    |
| 53  | 1986       | 2 - 28 avril              | Kiev      | Vitali Tsechkovski                                                                    | (+6−1=10)                           | 11/17   | 2e-7e : Vladimir Malaniouk, Viatcheslav Eingorn, Konstantin Lerner, Iouri Balachov, Viktor Gavrikov et Ievgueni Bareïev |
| 54  | 1987       | 4 - 29 mars               | Minsk     | Aleksandr Beliavski (champion) Valeri Salov                                           | (+7−2=8)                            | 11/17   | Tournoi zonal. 2e : Valeri Salov, après le match de départage.                                                          |
| 55  | 1988       | 25 juillet - 19 août      | Moscou    | Anatoli Karpov Garry Kasparov                                                         | (+6−0=11)                           | 11,5/17 | Titre partagé Le match de départage fut annulé faute d'un accord entre les deux vainqueurs.                             |
| 56  | 1989       | 22 septembre - 16 octobre | Odessa    | Rafael Vaganian                                                                       | (+5−2=8)                            | 9/15    | 2e-5e : A. Beliavski, Boris Guelfand, Sergueï Dolmatov et Viatcheslav Eingorn                                           |
| 57  | 1990       | 18 octobre - 3 novembre   | Leningrad | Aleksandr Beliavski (champion) Leonid Youdassine Ievgueni Bareïev Alekseï Vyjmanavine | (+5−1=7) (+4−0=9) (+6−2=5) (+5−1=7) | 8,5/13  | Au départage : 2e : Leonid Youdassine ; 3e : Ievgueni Bareïev ; 4e : Alekseï Vyjmanavine                                |
| 58  | 1991       | 1-13 novembre             | Moscou    | Artashes Minassian (champion) Elmar Maguerramov                                       | (+7−1=3) (+6−0=5)                   | 8,5/11  | Un système suisse avec 64 joueurs.2e : Elmar Maguerramov au départage.                                                  |

## Bilan

### Victoires

#### Titres
Le plus de victoires :
6 titres
- Botvinnik (en 1931, 1933, 1939, 1944, 1945 et, ex æquo, en 1952, vainqueur du match de départage disputé en 1953)
- Tal (seul vainqueur en 1958, 1959 et 1978 ; ex æquo en 1967, 1972 et 1974),

4 titres
- Kortchnoï (en 1960, 1962, 1964-1965 et 1970, quatre fois seul vainqueur)
- Petrossian (en 1959, février 1961, 1969 et 1975, vainqueur du match de départage en 1969-1970)
- Quatre fois ex æquo : Beliavski (en 1974, 1980-1981, 1987 et 1990, vainqueur du match de départage en 1987),

3 titres
- Keres (en 1947, 1950 et 1951, trois fois seul vainqueur),
- Stein (en 1963-1964, 1965 et 1966-1967, vainqueur du tournoi de départage en 1963-1964)
- Karpov (en 1976, 1983 et 1988, ex æquo en 1988),

4 premières places et deux titres
- Spassky (seul vainqueur en décembre 1961 et 1973, 1er-3e ex æquo en 1956 et 1963, deux tournois de départage perdus),

3 premières places ex æquo consécutives et deux titres
- Polougaïevski (en 1967, 1968-1969 et 1969-1970, 2 départages disputés, un seul remporté),

2 titres
- Bogolioubov (deux fois seul vainqueur : en 1924 et 1925),
- Geller (seul vainqueur en 1979 et vainqueur du match de départage en 1955),
- deux premières places dont une fois ex æquo : Romanovski, Levenfisch et Tsechkovski.
- deux premières places ex æquo : Bronstein, Psakhis et Kasparov.

1 titre
- Averbakh : une fois seul vainqueur (en 1954) et une fois ex æquo (en 1956, deuxième du tournoi de départage)
- Deux premières places ex æquo et un match de départage perdu : Smyslov et Taimanov.
- Une fois seuls vainqueurs : Alekhine, Verlinski, Savon, Sokolov et Vaganian.
- Une première place ex æquo avec un départage disputé (terminé par l'égalité entre les joueurs) :
  - Goulko, Dorfman, Gavrikov, Gourevitch, Tchernine,
- Une première place ex æquo :
  - Bogatyrtchouk, I. Rabinovitch, Lilienthal, Bondarevski, Kotov, Youdassine, Bareïev, Vyjmanavine et Minassian.
- Une première place ex æquo et un match-tournoi de départage perdu :
  - Kholmov (en 1963-1964, troisième du tournoi de départage) ;
  - A. Zaïtsev (en 1969, deuxième après le match de départage) et
  - Salov (en 1987, deuxième après le match de départage).
- Une première place ex æquo et deuxième au départage : Maguerramov (en 1991).

Parmi les joueurs soviétiques importants qui n'ont jamais remporté le championnat d'URSS figurent Ragozine (2e en 1937), Boleslavski (2e en 1945 et 1947, 3e en 1944), Fourman (3e en 1948), Toukmakov (2e en 1970, 1972 et 1983), Kouzmine (3e-5e en 1972 et 2e-6e en 1973), Balachov (2e en 1976, 2e-7e en 1986, 3e-4e en 1979 et 3e-5e en 1980-1981), Romanichine (2e-5e en 1975, 3e-5e en 1980-1981 et 3een 1981), Youssoupov (2e en 1979, 3e-5e en 1980-1981 et 3e-4e en 1988), Eingorn (3e en 1984, 2e-7e en 1986, 3e-4e en 1987 et 2e-5e en 1989) et Lerner (2e en 1984 et 2e-7e en 1986).

#### Victoires consécutives
Polougaïevski a été premier ex æquo trois fois de suite : en 1967, 1968-1969 et 1969 ; il a remporté le match de départage en 1969 et a perdu celui de 1970.
Neuf joueurs ont remporté deux titres consécutifs : Bogolioubov (en 1924 et 1925), Botvinnik (à deux reprises : en 1931 et 1933, et en 1944 et 1945), Levenfisch (1934-1935 et 1937, une fois ex æquo), Bronstein (deux fois ex æquo : en 1948 et 1949), Keres (en 1950 et 1951), Tal (en 1957 et 1958), Stein (en 1965 et 1966-1967), Polougaïevski (ex æquo en 1967 et 1968-1969) et Psakhis (deux fois ex æquo : en 1980-1981 et 1981).
Botvinnik et Stein sont les seuls joueurs à avoir remporté trois titres en quatre participations consécutives : Stein fut vainqueur en 1963 après départage, 4e en 1964-1965, 1er en 1965 et 1966-1967. Botvinnik fut vainqueur en 1939, 5e-6e en 1940 et premier en 1944 et 1945.

#### Plus jeunes vainqueurs
Kasparov a été premier ex æquo en décembre 1981, à 18 ans et 8 mois, sans disputer de départage. Spassky a été premier ex æquo en 1956, à 19 ans, et a perdu le tournoi de départage. Botvinnik, à 20 ans et presque 3 mois, a été le plus jeune seul vainqueur d'une finale, en novembre 1931, suivi par Tal, à 20 ans et un peu plus de trois mois (en février 1957) et par Sokolov (en 1984), à 21 ans. Beliavski a été premier ex æquo en 1974, à 21 ans, sans disputer de départage.
Sokolov et Psakhis remportèrent le titre à leur première tentative. Kotov a terminé deuxième lors de sa première participation.
Geller a été le vainqueur le plus âgé (à 54 ans en 1979), suivi de Levenfish (à 48 ans en 1937).

### Meilleures performances en pourcentage
Botvinnik a réalisé trois des six meilleures performances (et cinq des 21 meilleures performances) et Kortchnoï, quatre des quinze meilleures performances avec au moins quinze parties disputées.
| Meilleurs pourcentages lors d'une finale : - 88,2 %, 15 / 17, +13 -0 =4 : - Bogolioubov (en 1924) - Botvinnik (en 1945), Entre 76 et 80 % des points et au moins quinze parties disputées : - 80 %, 12 / 15, +9 -0 =6 : Alekhine (en 1920), - 79,4 %, 13,5 / 17, +12 -2 =3, (+10) : Botvinnik (en 1931), - 78,9 %, 15 / 19, +11 -0 =8 : Kortchnoï (en 1964-1965) - 78,1 %, 12,5 / 16, +11 -2 =3, (+9) : Botvinnik (en 1944) - 76,5 %, 13 / 17, +11 -2 =4, (+9) : Verlinski (en 1929) - 76,3 %, 14,5 / 19, +10 -0 =9 : Averbakh (en 1954), - 76,2 %, 16 / 21, +12 -1 =8, (+11) : Kortchnoï (en 1970), | Entre 73 et 74 % des points et au moins quinze parties disputées : - 73,6 %, 14 / 19, (+9) : - +12 -3 =4 : Kortchnoï (en 1960), - +11 -2 =6 : Bogolioubov (en 1925) et Botvinnik (en 1933), - +10 -1 =8 : Keres (en 1947), Kortchnoï (en 1962) et Stein (en 1965), - 73,5 %, 12,5 / 17, (+8) : - +12 -4 =1 : Freïman (2e en 1929) - +11 -3 =3 : Romanovski (2e en 1924), - +10 -2 =5 : Kasparov (en 1981), - +9 -1 =7 : Psakhis (en 1981), - +8 -0 =9 : Botvinnik (en 1939) et Sokolov (en 1984), - 73,3 %, 11 / 15, +10 -3 =2, (+7) : Romanovski (2e en 1920), |

Meilleures performances avec moins de 14 parties disputées (1923, 1967, 1990 et 1991) : 
- 10 / 12, 83,3 %, +9 -1 =2 (+8) : Romanovski (en 1923),
- 8,5 / 11, 77,3 %, (+6) : Minassian et Maguerramov (en 1991, système suisse),
- 10 / 13, 76,9 %, (+7) : Polougaïevski et Tal (en 1967, système suisse)[17].

### Ecarts et nombres de gains

#### Domination: plus grandes marges des vainqueurs
- 3 points d'avance sur le deuxième (Boleslavski) et 5 points d'avance sur le troisième (Bronstein) par Mikhaïl Botvinnik en 1945,
- 2,5 points d'avance sur le deuxième (Romanovski) et 3,5 points d'avance sur les troisièmes par Efim Bogolioubov en 1924
- 2 points d'avance sur le deuxième (Rioumine) et 3,5 points d'avance sur les troisièmes par Bovinnik en 1931
- 2 points d'avance par Botvinnik (en 1944), Viktor Kortchnoï (en 1964-1965) et Mikhaïl Tal (en 1972).
- 1,5 point d'avance par Youri Averbakh (en 1954), Kortchnoï (en 1970) et Vladimir Savon (en 1971).
- En décembre 1981, les deux vainqueurs ex æquos, Garry Kasparov et Lev Psakhis, ont terminé avec 2,5 points d'avance sur Oleg Romanichine.
- En 1973, les six joueurs aux deux premières places (Spassky, Karpov, Kortchnoï, Kouzmine, Petrossian et Polougaïevski) avaient 2 points d'avance sur les deux suivants (K. Grigorian et E. Geller).
- En 1927, en 1952 et en 1988, les deux vainqueurs ex æquo, (Romanovski et Bogatyrchouk en 1927, Botvinnik et Taimanov en 1952, Garry Kasparov et Karpov en 1988), ont terminé avec 1,5 point d'avance sur le suivant immédiat.
- En 1923, 1931, 1945, 1960 et décembre 1961, les joueurs aux deux premières places ont également terminé avec 1,5 point d'avance sur les suivants.

#### Nombre de parties gagnées dans une finale
| - 13 gains et aucune défaite par - Bogolioubov (en 1924) - Botvinnik (en 1945) - 12 gains par - Kortchnoï (en 1960 et 1970), - Romanovski (en 1927), - Model (+12 -6 =2, 3e-4e en 1927), - S. Freïman (+12 -4 =1, 2e en 1929), - Botvinnik (en 1931) | - 11 gains par - Botvinnik (en 1933 et 1944), - Romanovski (+11 -3 =3, 2e en 1924), - Bogolioubov (en 1925), - Levenfisch (+11 -4 =4, 2e en 1925), - Verlinski (en 1929), - Alatortsev (+11 -4 =4, 2e en 1933), - Taïmanov (en 1952), - Tal (+11 -3 =5, 2e-3e en 1962), - Kortchnoï (invaincu en 1964-1965). |

#### Invincibilité
- Tigran Petrossian a terminé invaincu lors de six finales (en 1954, 1955, 1958, 1959, 1969 et 1973) ;
- Tal remporta à trois reprises la finale sans défaite (en 1967, 1972 et 1978)
- Cinq joueurs ont terminé deux fois invaincus : 
  - Botvinnik (en 1939 et 1945),
  - Kortchnoï (en 1964-1965 et 1966-1967),
  - Polougaïevski (en 1967 et 1973),
  - Efim Geller (en 1977 et 1979),
  - Iouri Balachov (en 1979 et 1980-1981).

### Participations

#### Nombre de participations
Le plus de participations, à une finale :
| 23 finales - Taïmanov (entre 1948 et 1976, 23 participations sur 29 éditions) - Geller (entre 1949 et 1985) 20 finales - Bronstein (entre 1944 et 1975), - Tal (19 participations entre 1956 et 1979, et en 1991) - Polougaïevski (entre 1956 et 1978, et en 1983) 19 finales - Smyslov (entre 1940 et 1977, et en 1988) 16 finales - Kholmov (entre 1948 et 1972), - Petrossian (entre 1949 et 1977, et en 1983), - Kortchnoï (entre 1952 et 1973) - Balachov (entre 1969 et 1991, 2e en 1976 et 1986) 15 finales - Averbakh (entre 1948 et 1970) 14 finales - Fourman (entre 1948 et 1975, 3e en 1948), - Toukmakov (entre 1967 et 1989, 2e en 1970, 1972 et 1983) - Béliavski (entre 1973 et 1990) 13 finales - Keres (entre 1940 et 1965, et en 1973) | 12 finales - Levenfisch (entre 1920 et 1949) - Vaganian (entre 1967 et 1991). 11 finales - Botvinnik (entre 1927 et 1955), - Ragozine (de 1935 à 1949, en 1954 et 1956, 2e en 1937), - Boleslavski (entre 1940 et février 1961, 2e en 1945 et 1947), - Spassky (de 1955 à 1963, et en 1973), - Savon (entre décembre 1961 et 1974, et en 1991) - Kouzmine (entre 1965 et 1991, 2e-6e en 1973) 10 finales - Kan (entre 1929 et 1955, 3e en 1929) - Lissitsine (entre 1931 et 1956, 3e-5e en 1933) - Baguirov (entre 1960 et 1978, et en 1991, 4e en 1960) - Tsechkovski (entre 1967 et 1987) 9 finales - Stein (entre février 1961 et 1971), - Bondarevski (entre 1937 et 1951, et en 1963), - Kotov (entre 1939 et 1958), - I. Rabinovitch (entre 1920 et 1939), - Alatortsev (entre 1931 et 1950) ; 8 finales - Romanovski (entre 1920 et 1945), - Lev Aronine (entre 1948 et 1962) |

Karpov a participé 6 fois (entre 1970 et 1988), Psakhis, 6 fois (entre 1980-1981 et 1986) et Kasparov, quatre fois (en 1978, 1979, 1981 et 1988).

#### Podiums
Le plus de places sur le podium (trois premières places) :
- 11 : Tal, Petrossian et Polougaïevski,
- 9 : Taïmanov et Geller,
- 8 : Kortchnoï
- 7 : Botvinnik[12], Smyslov[12] et Bronstein,
- 6 : Spassky,
- 5 : Levenfish, Stein et Beliavski
- 4 : Romanovski, Bogatyrtchouk, Keres[12], Karpov, Balachov, Vaganian et Eingorn
- 3 : I. Rabinovitch, Boleslavski, Toukmakov, Romanichine, Youssoupov et Kasparov.

#### Participations consécutives
- 13 finales consécutives : Taïmanov (de 1951 à 1963, deux fois premier ex æquo)
- 10 finales consécutives : Spassky (de 1955 à 1963, trois fois premier, seul ou ex æquo)
- 9 finales consécutives :
  - Kortchnoï (de 1952 à février 1961, une fois premier),
  - Ragozine (de 1935 à 1949)
  - Tal (de 1971 à 1979, trois fois premier, seul ou ex æquo)
- 6 finales consécutives :
  - Keres (de 1947 à 1952, trois titres)
  - Bronstein (de 1957 à décembre 1961)
  - Polougaïevski (de 1973 à 1978)
  - Geller (de 1975 à 1980-1981, un titre)

De 1948 à 1967, Taimanov n'a manqué que deux fois la finale en 20 éditions : en 1950 et en 1964-1965.
De 1952 à 1966-1967, Kortchnoï n'a manqué qu'une finale sur 15 (en décembre 1961) et a remporté trois titres de champion d'URSS. 
De 1967 à 1979, Tal n'a manqué qu'une seule finale sur 13 (celle de 1970) et a obtenu quatre premières places (seul ou ex æquo).

### Nombre de participants à une finale
Le plus de participants à une finale :
- 126 : en 1967, système suisse, 13 rondes.
- 64 : en 1991, système suisse, 11 rondes.
- 36 : en 1929, système avec 4 poules de neuf joueurs, puis deux demi-finales de six joueurs et une finale de quatre joueurs.

Championnats toutes rondes :
- 23 : en octobre 1969
- 22 : en 1957, 1970, 1971 et 1972
- 21 : en 1927, décembre 1961 et 1966-1967.
- Il y eut 20 participants à dix-huit reprises[24].
- 19 participants : en 1948 et 1958.
- Il y eut 18 participants à dix-huit reprises[25].

Le moins de participants à une finale :
- 17 : en 1944
- 16 : en 1920, 1974, 1975, 1977, 1983 et 1989
- 14 : en 1990
- 13 : en 1923.

## Palmarès des championnats d'URSS féminins
- 1927 : Olga Roubtsova
- 1931 : Olga Roubtsova
- 1934 : Olga Semionova-Tan-Chanskaïa
- 1935 : Olga Ràubtova[26]
- 1936 : Olga Semionova-Tan-Chanskaïa
- 1937 : Olga Roubtsova
- 1945 : Valentina Borissenko
- 1946 : Elisabeth Bykova
- 1947 : Elisabeth Bykova
- 1948 : Olga Roubtsova
- 1950 : Elisabeth Bykova
- 1951 : Kira Zvorykina
- 1952 : Lioudmila Roudenko
- 1953 : Kira Zvorykina
- 1954 : Larissa Volpert
- 1955 : Valentina Borissenko
- 1956 : Kira Zvorykina
- 1957 : Valentina Borissenko
- 1958 : Larissa Volpert
- 1959 : Larissa Volpert
- 1960 : Valentina Borissenko
- 1961 : Valentina Borissenko
- 1962 : Tatiana Zatoulovskaïa
- 1963 : Maïa Rannikou
- 1964 : Nona Gaprindachvili
- 1965 : Valentina Kozlovskaïa
- 1966 : Nana Alexandria
- 1967 : Maïa Rannikou
- 1968 : Nana Alexandria
- 1969 : Nana Alexandria
- 1970 : Alla Kouchnir
- 1971 : Irina Levitina
- 1972 : Marta Litinska
- 1973 : Nona Gaprindachvili
- 1974 : Elena Fatalibekova
- 1975 : Lioudmila Belavenets
- 1976 : Anna Akhcharoumova
- 1977 : Maïa Tchibourdanidzé
- 1978 : Lidia Semenova
- 1979 : Irina Levitina
- 1980 : Irina Levitina
- 1981 : Nona Gaprindachvili et Nana Iosseliani
- 1982 : Nana Ioselliani
- 1983 : Nona Gaprindachvili
- 1984 : Svetlana Matveïeva et Anna Akhcharoumova
- 1985 : Nona Gaprindachvili
- 1986 : Nana Iosseliani
- 1987 : Nana Iosseliani
- 1988 : Ioulia Diomina
- 1989 : Irina Tchelouchkina
- 1990 : Ketevan Arakhamia
- 1991 : Svetlana Matveïeva

### Liens
- (en) The Soviet Chess Championship 1920-1991
- (en) zonaux soviétiques
- (en) RUSBASE